# Arne Ileby
Arne Ileby (Fredrikstad, 2 de dezembro de 1913 — 25 de dezembro de 1999) foi um futebolista norueguês, medalhista olímpico.

## Carreira
Ileby fez parte do elenco medalha de bronze, nos Jogos Olímpicos de 1936.